# Pristimantis orcesi
Pristimantis orcesi es una especie de anfibio anuro de la familia Craugastoridae.

## Distribución
Esta especie es endémica del Ecuador central. Habita en las provincias de Bolívar y Pichincha entre los 3160 y 3800 m de altitud.

## Etimología
Esta especie lleva el nombre en honor a Gustavo Edmundo Orcés Villagómez.

## Publicación original
- Lynch, 1972 : Two new species of frogs (Eleutherodactylus: Leptodactylidae) from the paramos of northern Ecuador. Herpetologica, vol. 28, n.º 2, p. 141-147.[5]